# Andrés Danza
Andrés Danza (Montevideo, 1976) es un periodista, editor, profesor y escritor uruguayo.
Es licenciado en Comunicación Social por la Universidad Católica del Uruguay. Realizó cursos de periodismo en Alemania,
Bélgica y Japón. Se desempeñó como colaborador del diario El Observador.
Desde 2017 es editor y director periodístico del semanario Búsqueda. 
Es también coautor del libro superventas: Una oveja negra al poder escrito con Ernesto Tulbovitz. Confesiones e intimidades de Pepe Mujica; que lleva más de ocho reediciones y fue publicado en otros países como Italia, Japón y Turquía.
En 2015, Danza fue galardonado con el Premio Libro de Oro otorgado por la Cámara Uruguaya del Libro.

## Libro
- 2015, Una oveja negra al poder (con Ernesto Tulbovitz)